# 环北京自行车赛
环北京自行车赛是曾经在中国北京举行的年度职业多日公路自行车赛。

## 历史
第一届比赛于2011年10月举行，是2011年UCI世界巡回赛的倒数第二站比赛。该赛事由国际自行车联盟（UCI）和北京市政府合作举办，从2011年到2014年共举办了四届。该赛事是2008年奥运会的遗产，将北京提升成为全球性比赛城市，同时也促进了自行车运动所代表的环境和健康生活成果。
2014年9月，UCI宣布2014年的比赛将是最后一届。

## 冠军
| 年份 | 国家   | 车手            | 车队         |
| ---- | ------ | --------------- | ------------ |
| 2011 | 德国   | 托尼·马丁       | HTC-Highroad |
| 2012 | 德国   | 托尼·马丁       |              |
| 2013 | 西班牙 | 伯奈特·因绍斯特 | 移動之星     |
| 2014 | 比利时 | 菲利普·吉尔伯特 | BMC          |